# Merremia pulchra
Merremia pulchra är en vindeväxtart som beskrevs av V. Ooststr. Merremia pulchra ingår i släktet Merremia och familjen vindeväxter. Inga underarter finns listade i Catalogue of Life.